# Sodavatten
Sodavatten är en beteckning för olika typer av vatten, vilka har det gemensamt att de innehåller en naturlig eller tillsatt mängd natriumkarbonat (även kallat soda).
Naturligt sodavatten förekommer i form av mineralvatten från vissa alkaliska källor i Centraleuropa. Till de mer kända hör de i Karlovy Vary (tidigare Karlsbad) i Tjeckien samt i Selters i tyska Hessen. Sodavatten från dessa båda platser är även känt under benämningarna "karlsbadervatten" respektive "seltersvatten". Beteckningen seltersglas (ett mindre dricksglas), liksom Alka-Seltzer kommer också från toponymen Selters.
Sodavatten som beteckning på vatten med i efterskott tillsatt natriumkarbonat användes i äldre svensk farmakopé för en lösning av 1 del natriumbikarbonat i 100 delar kolsyremättat vatten. Detta kallades även "dubbelt sodavatten" eller, på latin, solutio supercarbonatis natrici.
Den i vardagslag vanligaste användningen av begreppet torde dock vara den som bara syftar på ett kolsyrat bordsvatten med en liten tillsats av natriumkarbonat och natriumklorid samt eventuellt även kalciumklorid. Denna typ av sodavatten används inte minst till att blanda med olika spritdrycker, till exempel whisky. 
Sodavatten är även verksamt mot sur mage.